# Veronika Maaß
Veronika Maaß (geboren am 27. November 1951 in Minden als Veronika Kind) ist eine  ehemalige deutsche Handballspielerin, die sowohl im Feldhandball als auch im Hallenhandball aktiv war.

## Verein
Veronika Maaß wechselte im Jahr 1981 vom TuS Eintracht Minden zum VfL Hameln. Später war sie für den TV Blomberg aktiv.

## Nationalmannschaft
Für die Auswahl des Deutschen Handballbundes, die deutsche Nationalmannschaft, stand Maaß im Aufgebot bei der Weltmeisterschaft 1978.

## Ehrungen
Maaß wurde im Jahr 1978 die erste „Handballerin des Jahres“ in Deutschland.

## Privates
Veronika Maaß’ Zwillingsschwester Ilona Sundermeier spielte ebenfalls Handball.